# Monique Currie
Monique Paulette Currie (ur. 25 lutego 1983 w Waszyngtonie) – amerykańska koszykarka występująca na pozycji niskiej skrzydłowej.
W 1998 poprowadziła swoją drużynę do mistrzostwa kraju AAU.
25 lipca 2014 ustanowiła rekord WNBA, zdobywając najwięcej punktów, nie wliczając rzutów z pola, trafiła 16 na 18 rzutów wolnych, podczas zwycięskiego spotkania Mystics z Shock.

## Osiągnięcia
Stan na 28 grudnia 2018, na podstawie, o ile nie zaznaczono inaczej.

### NCAA
- Wicemistrzyni:
  - NCAA (2006)
  - sezonu regularnego ACC (2006)
- Uczestniczka rozgrywek:
  - NCAA Final Four (2002, 2003)
  - Elite 8 turnieju NCAA (2002–2005)
- Mistrzyni:
  - turnieju konferencji Atlantic Coast (ACC – 2002–2004)
  - sezonu regularnego (ACC – 2002–2005)
- Zawodniczka roku ACC (2005)
- MVP turnieju konferencji Atlantic Coast (2002)
- Zaliczona do:
  - I składu:
    - All-American (2005, 2006 przez WBCA)
    - ACC (2005, 2006)
    - najlepszych pierwszorocznych zawodniczek:
      - NCAA (2002 WomensCollegeHoops.com)
      - ACC (2002)

  - turnieju regionalnego Mideast (2004)
  - II składu:
    - All-American (2006 przez Associated Press)
    - ACC (2002, 2004)
    - turnieju ACC (2004, 2006)

### WNBA
- Wicemistrzyni WNBA (2018)
- Zaliczona do I składu debiutantek WNBA (2006)
- Uczestniczka meczu gwiazd – gwiazdy WNBA vs. kadra USA (2010 – spotkanie pod nazwą Stars at the Sun)
- Zawodniczka tygodnia konferencji zachodniej WNBA (ostatni kolejka - 2015)

### Inne
(* – nagrody przyznane przez portale eurobasket.com, asia-Basket.com)
Drużynowe
- Mistrzyni:
  - Hiszpanii (2013)
  - Polski (2009)
  - Izraela (2007)
  - Korei Południowej (2017)
- Wicemistrzyni:
  - Eurocup (2008, 2010)
  - Europe Cup (2008)
- Brąz mistrzostw Rosji (2010)
- Zdobywczyni pucharu Izraela (2007)
- Finalistka:
  - pucharu:
    - Hiszpanii (2013)
    - Polski (2009)

  - superpucharu Turcji (2010)

Indywidualne
- MVP:
  - meczu gwiazd koreańskiej ligi WKBL (2016)
  - sezonu ligi hiszpańskiej LFB (2013)*
- Najlepsza*:
  - zagraniczna zawodniczka ligi hiszpańskiej (2013)
  - zawodniczka występująca na pozycji obronnej ligi hiszpańskiej (2013)
- Uczestniczka meczu gwiazd koreańskiej ligi WKBL (2014, 2015, 2016)
- Zaliczona do*:
  - I składu:
    - ligi:
      - koreańskiej (2014)
      - hiszpańskiej (2013)

    - zawodniczek zagranicznych ligi:
      - hiszpańskiej (2013)
      - koreańskiej (2015, 2016)

  - II składu ligi:
    - koreańskiej (2015, 2016)
    - tureckiej (2012)

  - składu honorable mention ligi tureckiej (2012)
- Liderka strzelczyń ligi izraelskiej (2007)

### Reprezentacja
- Mistrzyni uniwersjady (2005)
- Brązowa medalistka mistrzostw świata U–19 (2001)